# Résolution 29 du Conseil de sécurité des Nations unies
Membres permanents
- Chine
- États-Unis
- France
- Royaume-Uni
- URSS

Membres non permanents
- Australie
- Belgique
- Brésil
- Colombie
- Pologne
- Syrie

Résolution no 28 Résolution no 30
La résolution 29 est une résolution du Conseil de sécurité de l'ONU qui a été votée le 22 août 1947 et qui recommande à l'Assemblée générale des Nations unies d'admettre le Yémen et le Pakistan comme nouveaux membres.

## Contexte historique
À la suite de cette résolution, le Pakistan et le Yémen sont admis à l'ONU le 30 septembre 1947,.

## Texte
- Résolution 29 sur fr.wikisource.org
- Résolution 29 sur en.wikisource.org